# Україна на пісенному конкурсі Євробачення 2004
Україна взяла участь у 49-му пісенному конкурсі Євробачення, що відбувся 2004 року в Стамбулі, Туреччина. Національна телекомпанія України провела внутрішній відбір, за підсумками якого Україну на пісенному конкурсі представила співачка  Руслана з піснею «Дикі танці».
НТКУ проводила відбір так само як і першого разу в 2003 році – провела закритий конкурс для співаків та їх пісень. Записи, отримані НТКУ були розглянуті журі конкурсу, за результатами яких, переможницею стала Руслана Лижичко, ставши другою українською представницею на Євробаченні.
У фіналі конкурсу у Стамбулі Руслана з 280 балами стала переможницею.

## Підготовка номера

### Імідж
Образ Руслани — це ексклюзивний, екзотичний імідж, що складається з оригінальної вокальної манери (етнічні гірські мелізми, автентичні «кугикання» і вигуки) та драйвової, енергійної сценічної моделі поведінки, яка передає гірський темперамент, властивий співачці.

### Пісня
Композиція, запланована для виступу на конкурсі, мала увійти до альбому «Дикі танці». Проте на момент завершення роботи над альбомом матеріалу було вже достатньо, тому вона була перенесена до альбому «Дикі танці-2» (робоча назва), який вийде 2004 року. Частина тексту пісні виконана українською мовою із збереженням карпатського колориту, частина — англійською. «Чистова» версія записана у співпраці з аранжувальниками, звукорежисерами і саунд-продюсерами. За сприяння компанії EMI розпочалася співпраця з продюсерами і аранжувальниками Великої Британії та Швеції, що працюють з такими виконавцями, як Atomic Kitten, Brainstorm, Geri Halliwell, Al Dimeola, No Mercy… В основу композиції лягли найвдаліші рішення і знахідки «Диких танців» (їх віднайшла і розробила Руслана, об'єднуючи ритміку і звуки гір, експресивні гірські вигуки, сучасний танцювальний драйв)

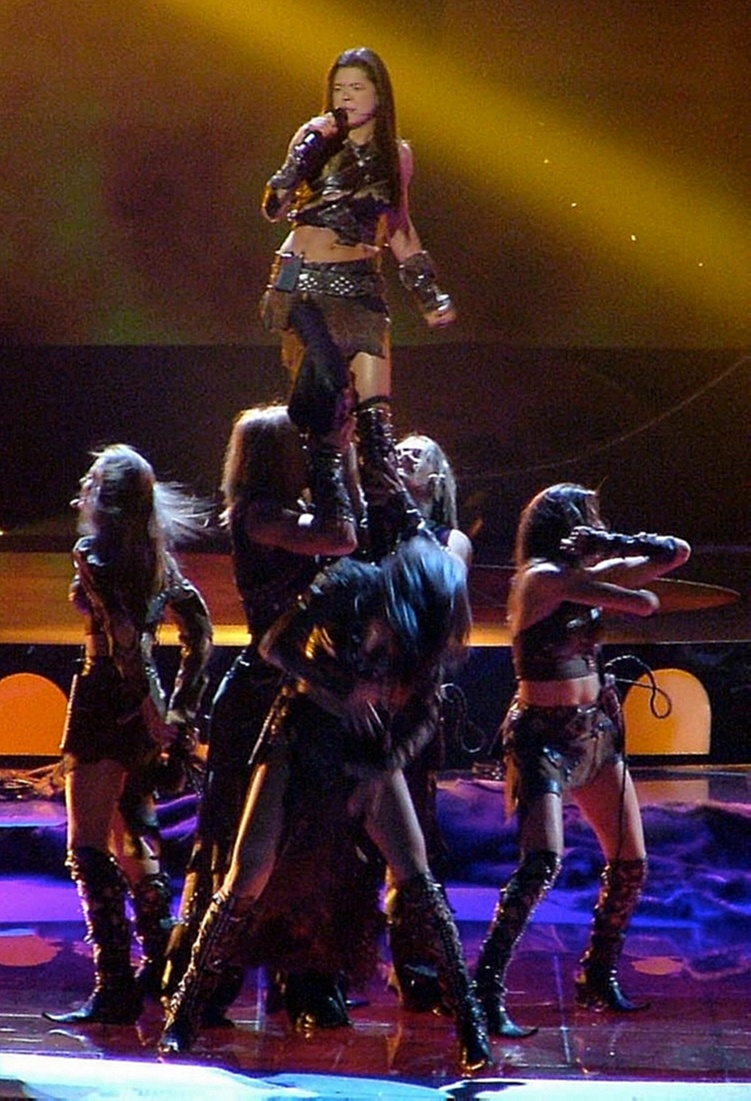
Руслана на конкурсі пісні Євробачення 2004 року в Стамбулі, Туреччина

### Кліп
Кліп виконаний у творчій манері Руслани. В ньому знайшли своє відображення стародавні містичні гуцульські ритуали, ексклюзивні спецефекти. 

### Шоу
Руслана представила Україну на Євробаченні запальним шоу за участю балету «Життя». Стилістично постановка стала синтезом сучасної попкультури і національної ритмопластики. Автори прагнули стерти межу між стародавнім і сучасним, розробити стиль танцю, який зможе стати популярним на дискотеках. 
Основою постановки стануть найяскравіші рішення із двогодинного шоу Руслани, створеного для всеукраїнського туру в підтримку платинового альбому «Дикі танці». Постановка, представлена на конкурсі, буде ще більш «дикою», аніж та, яку вже бачили глядачі концертів в Україні. А саме — заснованою на ще більш стародавніх, щойно відшуканих карпатських обрядах, обробки яких зараз допрацьовуються в контексті загальної концепції шоу.
Постановка — Ірини Мазур.

### Костюми
В костюмах Руслани і балету будуть використані найяскравіші рішення костюмів шоу «Дикі танці» (шкіра, інкрустація, металеві деталі). Всі деталі сценічного наряду, прикраси, взуття будуть виготовлені ексклюзивно. Над прикрасами працюють дизайнери і ювеліри, а окремі деталі замовлені у етнічних майстрів Карпат, які зберегли давні секрети. Доповнять образи зачіски та візаж, боді-арт.
Костюми — Роксолани Богуцької.

## Національний відбір
В Україні проводився внутрішній відбір. Була обрана пісня «Дикі танці», музику до якої написала сама Руслана, а слова написала група поетів (Олександр Ксенофонтов, Джеммі Махер, Фейн, Шерена Дуганов) за участю Руслани. Виконавиця обіцяла взяти на себе витрати (оскільки у Руслани на той час був свій рекламний бізнес). Кандидатом від України на Євробаченні 2004 була також Ані Лорак, однак вона представила свою країни лише у 2008році.

## На Євробаченні
Через те що Україна зайняля 14-е місце в 2003 році, Руслана була змушена конкурувати в першому півфіналі Євробачення, який відбувся 12 травня 2004 року. Виконувала пісню вона під номером 11, після Греції (Сакіс Рувас) і перед Литвою (Лінас і Симона). Вона отримала 256 балів, посівши 2 місце у півфіналі.
У фіналі, Руслана виступала десятою, після Албанії і перед Хорватією. В результаті Руслана отримала 280 балів, здобувши першу перемогу для України на головному європейському пісенному конкурсі.

### Оцінювання
| 12 балів                                  | 10 балів                                                              | 8 балів | 7 балів                                                                             | 6 балів                      |
| ----------------------------------------- | --------------------------------------------------------------------- | --- | ----------------------------------------------------------------------------------- | ---------------------------- |
| - Білорусь - Естонія - Литва - Португалія | - Андорра - Ісландія - Ірландія - Ізраїль - Латвія - Мальта - Іспанія | - Бельгія - Хорватія - Кіпр - Фінляндія - Північна Македонія - Сербія та Чорногорія - Словенія - Туреччина | - Боснія і Герцеговина - Греція - Нідерланди - Норвегія - Румунія - Велика Британія | - Данія - Німеччина - Швеція |
| 5 балів                                   | 4 бали                                                                | 3 бали | 2 бали                                                                              | 1 бал                        |
| - Монако                                  | - Австрія                                                             | - Албанія                                                                                                  | - Швейцарія                                                                         |                              |

| 12 балів                                                                     | 10 балів                                                          | 8 балів                                                                          | 7 балів                                     | 6 балів                                               |
| ---------------------------------------------------------------------------- | ----------------------------------------------------------------- | -------------------------------------------------------------------------------- | ------------------------------------------- | ----------------------------------------------------- |
| - Естонія - Ісландія - Ізраїль - Латвія - Литва - Польща - Росія - Туреччина | - Андорра - Білорусь - Португалія - Сербія та Чорногорія - Швеція | - Хорватія - Кіпр - Фінляндія - Північна Македонія - Мальта - Словенія - Іспанія | - Греція - Ірландія - Нідерланди - Норвегія | - Боснія і Герцеговина - Німеччина - Монако - Румунія |
| 5 балів                                                                      | 4 бали                                                            | 3 бали                                                                           | 2 бали                                      | 1 бал                                                 |
| - Албанія - Бельгія - Данія - Велика Британія                                | - Австрія                                                         | - Франція                                                                        |                                             |                                                       |

### Бали отримані від України
| 12 балів | Сербія та Чорногорія |
| 10 балів | Греція               |
| 8 балів  | Хорватія             |
| 7 балів  | Кіпр                 |
| 6 балів  | Північна Македонія   |
| 5 балів  | Білорусь             |
| 4 бали   | Нідерланди           |
| 3 бали   | Естонія              |
| 2 бали   | Мальта               |
| 1 бал    | Албанія              |

| 12 балів | Сербія та Чорногорія |
| 10 балів | Росія                |
| 8 балів  | Греція               |
| 7 балів  | Хорватія             |
| 6 балів  | Туреччина            |
| 5 балів  | Польща               |
| 4 бали   | Кіпр                 |
| 3 бали   | Північна Македонія   |
| 2 бали   | Швеція               |
| 1 бал    | Мальта               |